# Matt Darey
Mattew Jonathan "Matt" Darey (nacido el 29 de noviembre de 1968) originario de Leicester, Inglaterra, es un productor de música trance desde 1994. También es integrante de Lost Tribe junto a Red Jerry. Es conocido por su trabajo en Euphoria serie de trance y de 'Gamemaster' (como Lost Tribe) y sus remixes de Agnelli & Nelson 's de El Niño. En 2005, sus principales álbumes, un EP, Punto Cero (con la canción Li Kwan del mismo nombre), y un álbum doble, Upfront Trance salieron al mercado. Sus obras han vendido un total de más de 2 millones copias. Su exnovia, Marcella Woods, es a menudo una vocalista invitada en sus grabaciones.
Darey con frecuencia lleva a cabo sus trance sets en clubes del Reino Unido como Gatecrasher y Slinky, y los transmite a través de Internet en un programa mensual de Digitally Imported 's Europeo estación de Trance. El 13 de agosto de 2005 inauguró un nuevo espectáculo en Digitally Imported llamado Nocturnal, que se convirtió en un programa de radio semanal en abril de 2006, desde ese momento, Darey ha tenido como invitados a Sasha, Tiësto, Paul Van Dyk, Paul Oakenfold, Nadia Ali, Freemasons, D. Ramírez, Freeform Five, Cosmic Gate y Ferry Corsten. A partir de mayo de 2007, Nocturnal está disponible en formato podcast. El programa de Matt fue nominado en 2009 al Mejor Radio Mix Show DJ en los International Dance Music Awards.
Darey posee un sello discográfico propio: Darey Products, con versiones de sí mismo y nuevos artistas.

## Discografía

### Álbumes y EP
Éstos son los álbumes que Darey ha producido bajo su propio nombre:
- Voice of an Angel EP (2004, Incentive Records)

1. Voice of an Angel (Michael Woods vs. Matt Darey Remix)
2. Electro Buzz
3. Nocturnal Delight

- Point Zero EP (2005, Water Music Records)

1. Li Kwan – Point Zero (Matt Darey Mix)
2. Liberation 2004 (Darey vs. Woods Mix) (Listed as track 4)
3. Lost Tribe – Possessed (Matt Darey Mix) (Listed as track 5)
4. Lost Tribe – Gamemaster (Michael Woods Mix) (Listed as track 2)
5. Marcella Woods – Beautiful (Original Mix) (Listed as track 3)
6. Nocturnal Delight (Sandler Mix)

This EP also includes videos for "Beautiful" and "U Shine On".
- Decade (2004; also released a 200-copy limited-edition version)

1. Li Kwan – Point Zero (2004 remake)
2. Moody
3. Nocturnal Delight (Sandler Remix)
4. Lost Tribe – Gamemaster (Michael Woods Mix)
5. Electro Buzz
6. Lost Tribe – Possessed (Matt Darey Vocoder Mix)
7. Nocturnal Delight (Matt Darey Mix)
8. Adam White – Ballerina (Duberina Mix)
9. DSP – Intoxicate
10. DSP – From Russia With Love (Solar Stone Mix)
11. Matt Darey & Marcella Woods – Beautiful (Matt Darey Original Mix)
12. Matt Darey & Marcella Woods – Liberation (Ferry Corsten Mix)
13. Matt Darey & Marcella Woods – Voice of an Angel
14. Matt Darey & Marcella Woods – Liberation (2004 Chilled Mix)

- Urban Astronauts – EP1 (31 de marzo de 2008; Koch Records) The debut EP from Matt Darey's new rocktronica project Urban Astronauts is to be released featuring 3 sencillos:

1. This Way
2. No Submission
3. Animal

- Matt Darey pres. Urban Astronauts - See The Sun (Remixes) (9 de noviembre de 2009; Nocturnal Global) Primer lanzamiento bajo su nuevo sello discográfico Nocturnal Global:

1. See The Sun (Aurosonic Remix)
2. See The Sun (Schodt Remix)
3. See The Sun (Moonbeam Remix)

### Sencillos
Note: Most of these are currently out of print.
- Li Kwan – Point Zero (1994)
- Lost Tribe – The Distant Voices EP (1997 – Hooj Choons)
- Lost Tribe – Gamemaster (1999 – Hooj Choons) #24 UK
- Liberation (1999) #19 UK
- M3 - Bailamos (1999)
- DSP – From Russia with Love (2000 – Liquid Asset) #40 UK
- Liberation (Fly Like An Angel) (2001)
- Beautiful (2002, with Marcella Woods) #10 UK
- U Shine On/Moody (2002, with Marcella Woods – Incentive Records) #34 UK
- Lost Tribe – Gamemaster (2003 remake of the 1999 single – Liquid Asset) #61 UK
- Lost Tribe – Possessed (2004 – Darey Products)
- Electro Buzz (2003 – Incentive Records)
- Voice of An Angel (2003 – Incentive Records)
- Nocturnal Delight (2004 – Incentive Records)
- Liberation 2005 (2005; 2 CD with 13 remixes of the song – Darey Products)
- Headstrong – Close Your Eyes (2005 – Darey Products)
- Eternity (2005 – Darey Products)
- Beautiful Day (2007, (feat. Antoine & Marcia Juell)
- Sum of All Fears (2007, feat. Tiff Lacey – Darey Products
- Animal (2008, with Urban Astronauts)

### Remixes
- Agnelli & Nelson – El Niño
- ATB – 9pm (Till I Come)
- Binary Finary – 1998 / 1999
- Blockster – Grooveline
- Delerium - Heaven's Earth
- Gabrielle - Rise
- Kim Wilde – Breaking away
- Kim Wilde – Heaven
- Kim Wilde – Shame
- Johnna – Do What You Feel
- Magners – Shlurgen
- Moloko - The Time Is Now
- Planet Perfecto Feat. Grace – Not Over Yet
- Tin Tin Out – Sometimes
- Tin Tin Out - Strings For Yasmin
- Westbam – Wizards of the Sonic

### Compilaciones
- Ibiza Euphoria (1999)
- Pure Euphoria
- The Very Best of Euphoria (2002, mixed by Darey)
- Upfront Trance double album (2005, Water Music Records)
- Ultimate Trance (Mixed by Darey) (2005)
- Nocturnal album (Mixed by Darey) (September 2007)
- Nocturnal 2010 double album (Mixed by Darey) (May 2010)

### Videojueogos
- N-Gen Racing Game soundtrack